# Мазуленко Федір Михайлович
Фе́дір Миха́йлович Мазу́ленко (нар. 14 лютого 1882, Кременчук — пом. 17 січня 1938) — український архітектор.

## Біографія
Мазуленко Федір Михайлович народився в місті Кременчук 7 лютого 1882.
Батько - Михайло Дорофійович Мазуленко, мати - Анна Іванівна; були козаками по походженню.
У 1901 р. закінчив Кременчуцьке залізничне училище. Переїхав у Харків слідом за батьками. Фахом архітектора оволодів самотужки. З 1915 по 1918 рік працював ст. техніком-архітектором в архітектурному відділі Південної залізниці. У 1925-1927 роках в Крюкові-на Дніпрі звів свою найвідомішу будівлю - Клуб ім.Котлова в стилі українського архітектурного модерну.  В цієї та інших зведених спорудах використовував національні архітектурні форми й ідеї.
Входив до Товариство сучасних архітекторів України.
У 1930-ті роки - інженер "Союзтранспроекта". 
22.10.1937 на хвилі репресій був заарештований та обвинувачений по ст. 54-10 і 54-11 КК УРСР як учасник контрреволюційної націоналістичної організації. В його "справі" є його висловлювання серед колег та друзів: "Раньше мы работали, чтобы жить, теперь живем чтобы работать."
Розстріляний згідно вироку так званої "трійки" УНКВД.

## Твори

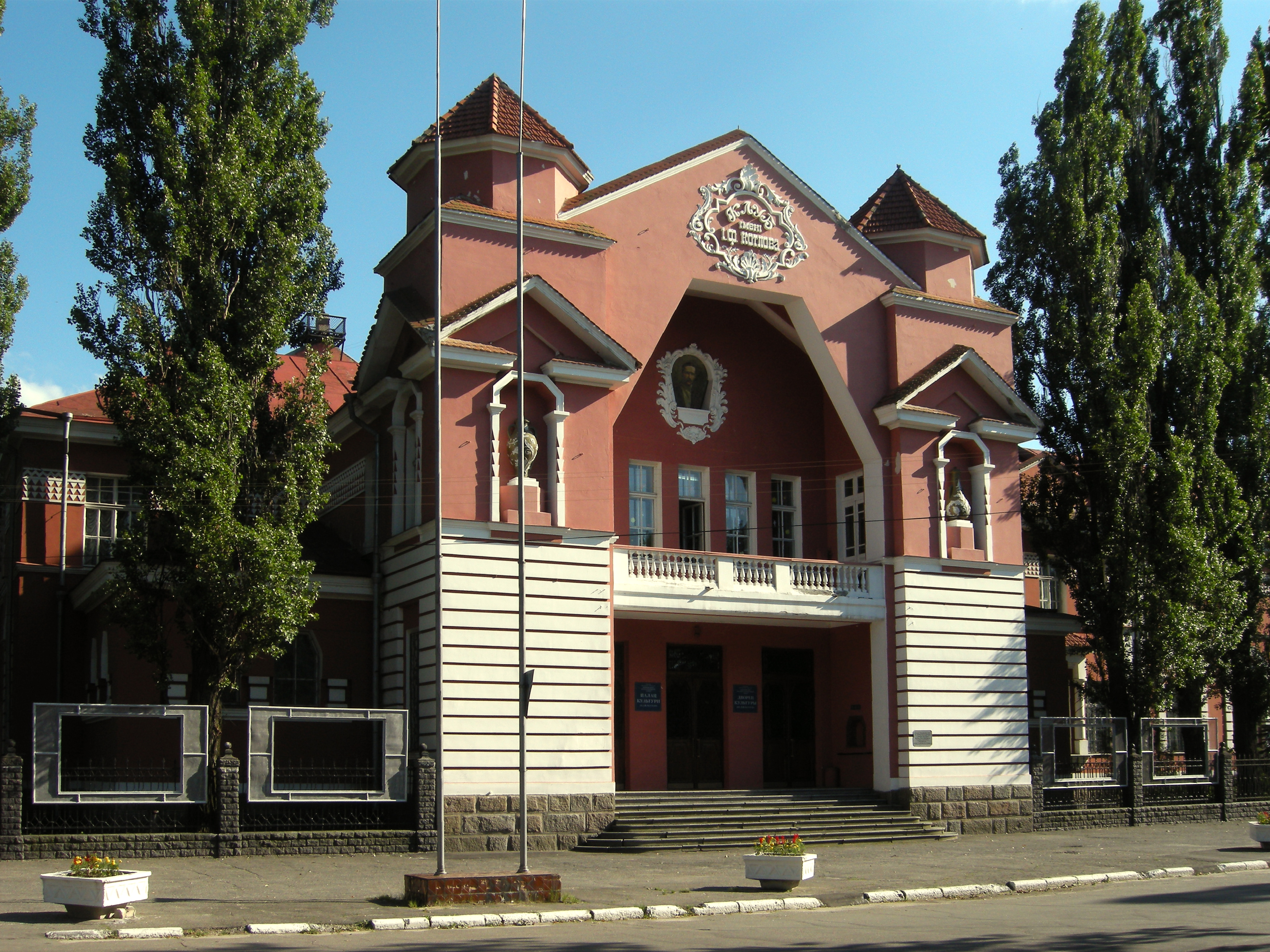
Палац культури імені Івана Котлова (Кременчук)

- Клуб вагоноремонтного заводу в Крюкові (1925—1927)
- Клуб залізничників (Полтава, 1939, нині перебуд.)